# Pete Walter
Pete Walter, född 29 mars 1905, död 23 september 1974, var en friidrottare från Kanada. Han deltog vid olympiska sommarspelen 1928.